# P進タイヒミュラー理論
p進タイヒミュラー理論（ピーしんタイヒミュラーりろん）は、数学者の望月新一によって開発された数学の理論である。この理論は、古典的なタイヒミュラー理論をp進数体の世界に拡張したもので、p進曲線とその構造を決定する係数の「一意化」を扱う理論である。
通常の宇宙際タイヒミュラー理論は、リーマン面を研究対象とし、そのフクシアン一意化、すなわちリーマン面を上半平面から普遍被覆空間への等角写像によって記述することを目指す。この一意化は、リーマン面上の特別な性質を持つ線束（正準固有束）の存在と密接に関係している。この線束は、複素共役によって不変であり、モノドロミー表現が準フクシアンであるという特徴を持つ。
p進タイヒミュラー理論では、古典的なアイデアがp進曲線の文脈で再構築され。具体的には、リーマン面における複素共役の役割は、p進曲線の理論ではフロベニウス自己準同型が担う。同様に、準フクシアンという条件は、積分条件によって置き換えられる。